# Aros Castle
Aros Castle is (een ruïne van) een dertiende-eeuws kasteel op het Schotse eiland Mull, gelegen ongeveer twee kilometer ten noordwesten van Salen. Het kasteel werd gebouwd door de MacDougalls van Lorne. Vanaf de veertiende eeuw was Aros Castle een belangrijk kasteel van de MacDonalds, de Heren van de Eilanden, totdat het in de zeventiende eeuw in handen kwam van de Campbells, die het kasteel lieten vervallen.

## Geschiedenis
Aros Castle ligt aan de noordkant van de monding van de Aros River en werd in de dertiende eeuw - net als het Duart Castle - gebouwd als een van de kastelen die de Sound of Mull onder controle moest houden.
Het kasteel werd gebouwd door de MacDougalls of Lorne, die sinds de dood van Somerled het eiland Mull in hun bezit hadden, totdat Robert the Bruce het hun in de vroege veertiende eeuw ontnam.
In de veertiende eeuw was Aros Castle bekend onder de naam Dounarwyse Castle en was het in het bezit van de Lords of the Isles (de Heren van de Eilanden), de MacDonalds.
Dat Aros Castle een belangrijk kasteel was blijkt uit het feit dat zowel Donald, tweede Lord of the Isles, als zijn kleinzoon John, vierde Lord of the Isles verscheidene documenten verstrekten vanuit Aros Castle. Daarnaast werd
Angus MacDonald, negende clanleider van Glengarry, door Karel II van Engeland verheven tot Aeneas, Lord MacDonell and Aros.
In 1493 brak Jacobus IV van Schotland echter de macht van de Lord of the Isles en Aros Castle kwam in handen van de Macleans of Duart. In 1674 gaf de kroon het kasteel aan de Campbells die het niet langer nodig hadden en na 1690 raakte het kasteel in verval.

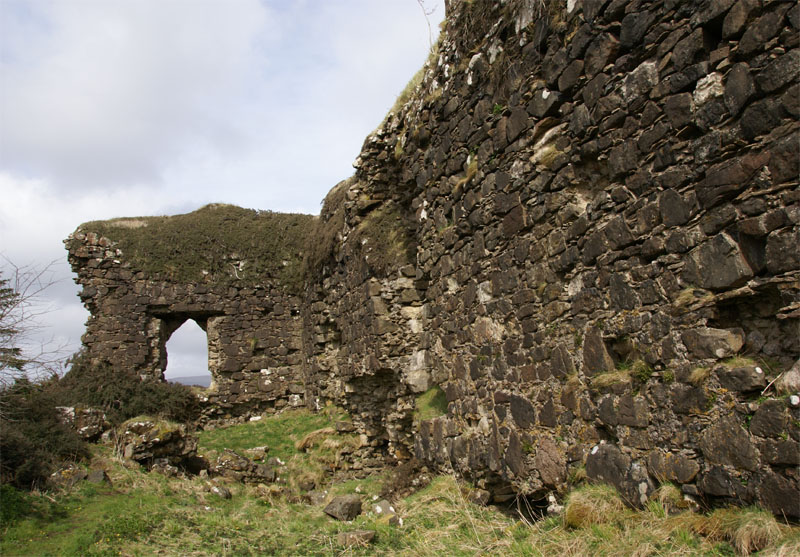
Aros Castle op Mull, in de donjon

## Bouw
Aros Castle werd gebouwd op een rotsachtige klif aan de Sound of Mull. Het kasteel bestond uit een donjon en werd omringd door een muur die 0,19 hectare omsloot. Van de rechthoekige donjon staan nog een paar muren overeind. Waarschijnlijk was de donjon zo'n twaalf meter hoog. De donjon bestond uit twee verdiepingen met een zolder. Aan de landzijde bevond zich een hangbrug over de greppel die in de rotsen was uitgehakt.

## Beheer
Aros Castle is voor het publiek toegankelijk, maar op eigen risico.